# Drežnik (Užice)
Pour les articles homonymes, voir Drežnik.
Drežnik (en serbe cyrillique : Дрежник) est un village de Serbie situé sur le territoire de la Ville d'Užice, district de Zlatibor. Au recensement de 2011, il comptait 630 habitants.

## Démographie

### Évolution historique de la population
| 1948  | 1953  | 1961  | 1971  | 1981  | 1991 | 2002 | 2011 |
| ----- | ----- | ----- | ----- | ----- | ---- | ---- | ---- |
| 1 740 | 1 720 | 1 605 | 1 439 | 1 228 | 968  | 761  | 630  |

|  |